# Палеосеизмология
Палеосеизмологията е наука, която се занимава i изучаване на доисторически земетресения чрез геоложки изследвания.
Те са предназначени да определят мястото, времето и силата на тези събития. Палеосеизмоложките данни представляват директна информация за късно кватернерните тектонски събития. В резултат на това се предоставя възможността за определяне на повтаряемостта на силните сеизмични събития за конкретен съвременно активен разломен сегмент, както и да се правят дългосрочни прогнози.